# Rolex Trophy 2012
De Rolex Trophy is een golftoernooi van de Europese Challenge Tour. De 25ste editie wordt van 22-25 augustus gespeeld op de Golf Club de Genève. Het prijzengeld is € 220.000 waarvan de winnaar € 24.400 krijgt.

## Verslag
De par van de baan is 72. Er doen 42 Pro-Am teams mee.

#### Ronde 1
Daniel Vancsik begon met een ronde van 62 (-10), gelijk aan het baanrecord. Kristoffer Broberg, die in 2012 al de Finse en Noorse Challenge won, maakte een ronde van 63. Wil Besseling scoorde 65, hetgeen een gedeeld zesde plaats opleverde. 

#### Ronde 2
Broberg maakte ook in de 2de ronde geen enkele bogey en kwam aan de leiding met een totaal van -15. Sihwan Kim maakte met 64 de beste dagronde en klom naar de 2de plaats, die hij deelt met Joachim Hansen. Peter Uihlein, die eind 2011 professional werd, speelde ronde 2 weer dik onder par en deelt de 4de plaats met Gary Lockerbie en Andreas Hartø.
John Parry won een Rolex horloge nadat hij als eerste speeler een hole-in-one maakte. Op hole 3 (163m) sloeg hij zijn bal met een ijzer 7 in de hole. Hij maakte een ronde van 65 en steeg naar de 8ste plaats. Wegens onweer werd er midden op de dag een uur lang niet gespeeld.   

#### Ronde 3
Aangezien dit toernooi een Pro-Am is, is er geen cut en doen alle teams nog mee. Er wordt weer een ochtendronde en een middagronde gespeeld en er wordt van twee tees gestart.

Joachim Hansen startte op hole 10 en begon met vier birdies in de eerste zes holes, waarna hij gelijk stond met Peter Uihlein, die in de ochtendronde speelde. Hansen klom door naar de 2de plaats.

#### Ronde 4
Kristoffer won met een laatste putt van 13 meter met slechts één slag voorsprong op Sihwan Kim en een score van -27; het was zijn derde overwinning in vier weken. Hij is de vijfde speler die na drie overwinningen op de Challenge Tour onmiddellijk promoveert naar de Europese PGA Tour. Alleen Taco Remkes (2008), Francesco Molinari (2009), Benjamin Hebert (2011) en Sam Little (2011) gingen hem voor.
| Naam               | R1 | R1  | Nr | R2 | R2 | Totaal | Nr  | R3 | R3  | Totaal | Nr  | R4 | R4  | Totaal | Eindstand |
| ------------------ | -- | --- | -- | -- | -- | ------ | --- | -- | --- | ------ | --- | -- | --- | ------ | --------- |
| Kristoffer Broberg | 63 | -9  | 2  | 66 | -6 | -15    | 1   | 64 | -8  | -23    | 1   | 68 | -4  | -27    | 1         |
| Sihwan Kim         | 66 | -6  | 10 | 64 | -8 | -14    | T2  | 66 | -6  | -20    | T2  | 66 | -6  | -26    | 2         |
| Daniel Vancsik     | 62 | -10 | 1  | 71 | -1 | -11    | T7  | 64 | -8  | -19    | 4   | 66 | -6  | -25    | 3         |
| Joachim B Hansen   | 65 | -7  | T6 | 65 | -7 | -14    | T2  | 66 | -6  | -20    | T2  | 68 | -4  | -24    | 4         |
| Chris Lloyd        | 68 | -4  | T6 | 70 | -2 | -6     | T13 | 62 | -10 | -16    | 7   | 67 | -5  | -21    | 5         |
| Peter Uihlein      | 64 | -8  | T3 | 68 | -4 | -12    | T4  | 66 | -6  | -18    | 5   | 70 | -2  | -20    | 6         |
| Gary Lockerbie     | 65 | -7  | T6 | 67 | -5 | -12    | T4  | 67 | -5  | -17    | 6   | 72 | par | -17    | T9        |
| Wil Besseling      | 65 | -7  | T6 | 71 | -1 | -8     | T16 | 70 | -2  | -10    | T18 | 70 | -2  | -12    | T22       |

| Leider |  | Toernooirecord |

## Spelers
| - Carlos Aguilar - Björn Åkesson - Phillip Archer - Seve Benson - Wil Besseling - Kristoffer Broberg - Daniel Brooks - James Busby - Magnus A. Carlsson - Marco Crespi | - Eduardo de la Riva - Raphaël de Sousa - Pelle Edberg - Charlie Ford - Adam Gee - Joachim B Hansen - Andreas Hartø - Scott Henry - Jeppe Huldahl - Lasse Jensen | - Alexandre Kaleka - Maximilian Kieffer - Sihwan Kim - Espen Kofstad - Mikko Korhonen - Chris Lloyd - Gary Lockerbie - Michaël Lorenzo-Vera - Morten Orum Madsen - Chris Paisley - John Parry | - Eddie Pepperell - Raymond Russell - Gary Stal - Alessandro Tadini - Mark Tullo - Peter Uihlein - Daniel Vancsik - Alvaro Velasco - Simon Wakefield - Sam Walker - Justin Walters |